# Vorstelijk Reussisch Ereteken
Vorst Hendrik XIV van de jongere linie van het Huis Reuss, ook wel Reuss-Schleiz-Gera, Duits "Reuß jüngere Linie", genoemd, heeft op 24 mei 1869 voor zijn vorstendommetje een onderscheiding gesticht, het Vorstelijk Reussisch Ereteken. Er was in het op Slot Osterstein getekende statuut van 1869 geen sprake van een ridderorde, al waren de vorsten van Reuß daartoe wel bevoegd. Men rekent het ereteken in de literatuur desondanks tot de ridder- of huisorden. Het ereteken werd in het bijzonder "voor trouwe dienst en bijzondere prestaties" uitgereikt. Onderdanen van de vorst en vreemdelingen kwamen voor de onderscheiding in aanmerking.
Het Vorstendom Reuss jongere linie had slechts 139.210 inwoners en was daarmee het op een na kleinste Duitse vorstendom. De onderscheiding was ook weinig pretentieus; er was geen ster, grootlint of kostbare keten voorzien. De eretekens werden om de hals of op de borst gedragen.
De eretekens bestonden oorspronkelijk in drie graden waarbij de eerste graad ook "met kroon" kon worden verleend. In 1885 werden de statuten herzien en zag een vierde graad, een Zilveren Medaille van Verdienste, het licht. De Gouden Medaille van Verdienste werd in 1897 door Hendrik XXII van Reuss oudere linie ingesteld. In 1902 werd het ereteken een gezamenlijk ereteken van de twee takken van het Huis Reuß. Dat was een besluit van Hendrik XIV van Reuss jongere linie, Vorst van Reuß, regent voor de zwakzinnige Hendrik XXIV van Reuss oudere linie.
Het ereteken kreeg in 1909 een militaire uitvoering met zilveren of gouden zwaarden en een officierskruis ("Offizierskreuz") dat ook "met de kroon" en "met zwaarden" of beide kon worden toegekend. Vanaf 1915, tijdens de Eerste Wereldoorlog, werd een "oorlogslint of "Kriegsband" ingevoerd waarmee verdienste aan het thuisfront werd beloond.
Met het aftreden van Hendrik XXVII van Reuss jongere linie, hij tekende ook de afstand van zijn neef in de oudere linie, en het uitroepen van de republiek en de Volksstaat Reuss verdween het ereteken. Het was geen werkelijke orde en er was geen grootmeesterschap dat de vorst na zijn aftreden kon continueren of neerleggen.

## De versierselen
Het ereteken is een achtpuntig gouden of verguld zilveren achtpuntig kruis van Malta. De armen zijn wit geëmailleerd. Op het centrale zwarte medaillon staat op de voorzijde een klein wapenschild van het Huis Reuß en op de keerzijde een gekroonde "H", het monogram van de stichter.
Bij de eerste graden zijn in de vier hoeken doffe gouden stralen aangebracht.
De eretekens der Ie en IIe klasse verschillen alleen in grootte en draagwijze. Het ereteken der IIIe klasse is van zilver en niet geëmailleerd. Het eretekens der IVe klasse mist de stralen in de vier hoeken.
De medailles dragen op de voorzijde de door een krans van eikenloof omringde opdracht "Für Verdienst" en op de keerzijde een groot verstrengeld monogram "HR". De medailles (zij zijn niet van goud maar van zilver of verguld zilver) werden ook met kroon, met zwaarden of beide uitgereikt. De zwaarden werden dan gekruist onder de kroon boven de medaille aangebracht. De kroon is een gouden of verguld zilveren beugel- of koningskroon.
In Reuß heeft men het Pruisische systeem van zwaarden aan de ring niet overgenomen.
Het lint is "amanrantenrood", een paarsrode kleur. Op de Eerste Klasse, dat is een commandeurskruis, na worden alle eretekens op de borst gedragen. Tussen 1909 en 1918 werden officierskruisen op de borst, als een zogenaamd "steckkreuz" of broche gedragen. Er zijn officierskruisen met het jaartal "1914" op een van de armen bekend. Officierskruisen zijn van goud of verguld zilver vervaardigd. Kruisen en medailles uit "oorlogsmetaal" zoals zink, men vindt ze in Pruisen en Beieren aan het eind van de voor Duitsland ruïneuze Eerste Wereldoorlog en ook bij de Saksisch-Ernestijnse, zijn in Reuß nooit vervaardigd.
Er zijn niet minder dan 38 verschillende uitvoeringen van deze eretekens bekend.

## Het Civiel Erekruis
In 1857 was door de chef van de jongere linie van het Huis Reuß een "Civiel Erekruis" (Duits: Zivil Ehrenkreuz of Goldenes Verdienskreuz) ingesteld dat enigszins op het Erekruis van 1869 leek.